# Festival international du film fantastique de Gérardmer 2014
Le festival international du film fantastique de Gérardmer 2014, la 21e édition du festival, s'est déroulé du 29 janvier au 2 février 2014.
Le président du jury était Jan Kounen.

## Jurys
Longs métrages
- Jan Kounen (président du jury)
- Roxane Mesquida
- Kim Chapiron
- Béatrice Dalle
- Alain Damasio
- Vahina Giocante
- Tania Raymonde
- Juan Solanas

Courts métrages
- Julien Maury et Alexandre Bustillo (présidents du jury)
- Lizzie Brochere
- Alexandre Courtès
- Xavier Laurent
- Félix Moati

## Sélection

### Longs métrages en compétition
| Titre                          | Réalisation       | Pays                     |
| ------------------------------ | ----------------- | ------------------------ |
| Ablations                      | Arnold de Parscau | France                   |
| Dark Touch                     | Marina de Van     | France / Irlande / Suède |
| Miss Zombie                    | Sabu              | Japon                    |
| Rigor Mortis (殭屍, Geung si)  | Juno Mak          | Hong Kong                |
| Mister Babadook (The Babadook) | Jennifer Kent     | Australie                |
| The Last Days on Mars          | Ruairí Robinson   | Irlande / Royaume-Uni    |
| The Sacrament                  | Ti West           | États-Unis               |
| We Are What We Are             | Jim Mickle        | États-Unis               |

### Courts métrages en compétition
| Titre           | Réalisation                                                    | Pays                    |
| --------------- | -------------------------------------------------------------- | ----------------------- |
| 9m²             | Sandy Seneschal                                                | France                  |
| Entity          | Andrew Desmond                                                 | France                  |
| Eve             | Éric Gandois                                                   | France                  |
| On/Off          | Thierry Lorenzi                                                | France                  |
| Peine de mort   | Julien de Volte                                                | France                  |
| Runaway         | Romain Chauliac, Ludovic Fregé, Yoann Gouraud et Quentin Medda | France                  |
| Silence         | Pierre-Gil Lecouvey                                            | France                  |
| The Voice Thief | Adan Jodorowsky                                                | France Chili États-Unis |

### Hors compétition
| Titre                                     | Réalisation                                                                                                | Pays                        |
| ----------------------------------------- | --- | --------------------------- |
| Across The River (Oltre il guado)         | Lorenzo Bianchini                                                                                          | Italie                      |
| All Cheerleaders Die                      | Lucky McKee et Chris Sivertson                                                                             | États-Unis                  |
| Almost Human                              | Joe Begos                                                                                                  | Italie                      |
| Coherence                                 | James Ward Byrkit                                                                                          | États-Unis                  |
| Discopathe                                | Renaud Gauthier                                                                                            | Canada                      |
| Halley                                    | Sebastián Hofmann                                                                                          | Mexique                     |
| Kiss of the Damned                        | Xan Cassavetes                                                                                             | États-Unis                  |
| L'Étrange Couleur des larmes de ton corps | Hélène Cattet, Bruno Forzani                                                                               | Belgique France Luxembourg  |
| L'Autre Monde                             | Richard Stanley                                                                                            | France                      |
| L'Emprise du mal (La senda)               | Miguel Ángel Toledo                                                                                        | Espagne                     |
| Mindscape                                 | Jorge Dorado                                                                                               | États-Unis                  |
| Patrick                                   | Mark Hartley                                                                                               | Australie                   |
| Sonno Profondo                            | Luciano Onetti                                                                                             | Argentine                   |
| Static                                    | Todd Levin                                                                                                 | États-Unis                  |
| Super 8 Madness!                          | Fabrice Blin                                                                                               | France                      |
| Tales From The Dark 1                     | Simon Yam, Lee Chi Ngai, Fruit Chan                                                                        | Hong Kong                   |
| Tales From The Dark 2                     | Gordon Chan, Lawrence Lau Kwok Cheong, Teddy Robin                                                         | Hong Kong                   |
| The Machine                               | Caradog W. James                                                                                           | Royaume-Uni                 |
| The Station                               | Marvin Kren                                                                                                | Autriche                    |
| Tombville                                 | Nikolas List                                                                                               | Belgique                    |
| V/H/S/2                                   | Simon Barrett (en), Adam Wingard, Eduardo Sánchez, Gregg Hale, Timo Tjahjanto, Gareth Evans, Jason Eisener | États-Unis Canada Indonésie |

### Nuit fantastique
- Big Ass Spider de Mike Mendez  États-Unis
- Bounty Killer de Henry Saine  États-Unis
- Sharknado de Anthony C. Ferrante  États-Unis

### Hommage àKim Jee-woon
- Deux sœurs (장화, 홍련, Janghwa, hongryeon) de Kim Jee-woon  Corée du Sud
- Doomsday Book (인류멸망보고서, Inryu myeongmang bogoseo) de Kim Jee-woon et Yim Pil-sung  Corée du Sud
- J'ai rencontré le Diable (악마를 보았다, Akmareul boatda) de Kim Jee-woon  Corée du Sud
- Le Bon, la Brute et le Cinglé (hangeul : 좋은 놈, 나쁜 놈, 이상한 놈 ; RR : Joheun nom, Nappeun nom, Isanghan nom) de Kim Jee-woon  Corée du Sud

### Séance enfants
- Jack et la mécanique du cœur de Mathias Malzieu et Stéphane Berla  France

## Palmarès
| Prix                        | Attribué à                         | Pays                    |
| --------------------------- | ---------------------------------- | ----------------------- |
| Grand prix                  | Miss Zombie de Sabu                | Japon                   |
| Prix du jury                | Rigor Mortis de Juno Mak           | Hong Kong               |
| Prix du jury                | Mister Babadook de Jennifer Kent   | Australie               |
| Prix de la critique         | Mister Babadook de Jennifer Kent   | Australie               |
| Prix du jury jeunes         | Mister Babadook de Jennifer Kent   | Australie               |
| Prix du public              | Mister Babadook de Jennifer Kent   | Australie               |
| Prix du jury Syfy           | The Sacrament de Ti West           | États-Unis              |
| Grand prix du court métrage | The Voice Thief de Adan Jodorowsky | France Chili États-Unis |